# William Cavendish-Bentinck, VII duca di Portland
William Arthur Henry Cavendish-Bentinck, VII duca di Portland, marchese di Titchfield (Londra, 16 marzo 1893 – Londra, 21 marzo 1977) è stato un politico inglese.

## Biografia
William era il figlio maggiore di William Cavendish-Bentinck, VI duca di Portland, e di sua moglie, Winifred Anna Dallas-Yorke.

### Carriera
Venne eletto alla Camera dei comuni come deputato per il collegio di Newark (1922–1943), seggio che mantenne sino a quando non succedette a suo padre nel ducato di famiglia nel 1943. Prestò servizio come Lord of the Treasury durante il governo di Stanley Baldwin dal 1927 al 1929 e sotto Ramsay MacDonald nel 1932. Dal 1939 al 1945 fu membro del Joint Intelligence Committee.
Ricoprì inoltre le cariche onorifiche di Lord luogotenente del Nottinghamshire (1939–1962) e fu il secondo Rettore della Università di Nottingham (1954–1971). Venne nominato commodoro dell'aria onorifico del 616º squadrone della RAF.

### Matrimonio
Sposò, il 12 agosto 1915, Ivy Gordon-Lennox (16 giugno 1887–3 marzo 1982), figlia del colonnello Algernon Charles Gordon-Lennox e nipote di Charles Gordon-Lennox, VI duca di Richmond. Ebbero due figlie:
- Lady Alexandra Margaret Anne Cavendish-Bentinck (6 settembre 1916–21 dicembre 2008);
- Lady Victoria Margaret Cavendish-Bentinck (9 ottobre 1918–29 agosto 1955), sposò don Gaetano Parente, V principe di Castel Viscardo, ( titolo a vita come ex genero del Principe Ludovico Spada Veralli Potenziani, IV principe di Castel Viscardo) ebbero un figlio, William (nato nel 1951) erede di gran parte del patrimonio degli estinti Duchi di Portland [2].

### Morte
Morì a Londra il 21 marzo 1977, all'età di 84 anni, e venne sepolto presso la St. Winifred's Church a Holbeck. Gli succedette nel ducato il cugino Ferdinand Cavendish-Bentinck. La residenza storica di famiglia, Welbeck Abbey, passò alla sua figlia maggiore, lady Anne, che non si sposò mai e morì senza eredi; alla di lei morte la tenuta passò al figlio della sorella minore, lady Margaret, il nobile italiano William Henry Marcello Parente, VI principe di Castel Viscardo (n. 18 febbraio 1951, il titolo principesco è controverso, vedi sopra). Alla sua morte la sua ricchezza venne valutata in 4.391.478 sterline (equivalenti a circa 27.500.000 sterline del 2019).

## Ascendenza
|                                                  |                         |                                              | Genitori                                  |  |  | Nonni |  |  | Bisnonni                        |  |  | Trisnonni                                              |  |
|                                                  |                         |                                              |                                           |  |  |       |  |  | lord Charles Cavendish-Bentinck |  |  | William Henry Cavendish-Bentinck, III duca di Portland |  |
|                                                  |                         |                                              |                                           |  |  |       |  |  | lord Charles Cavendish-Bentinck |  |  | William Henry Cavendish-Bentinck, III duca di Portland |  |
|                                                  |                         | lady Dorothy Cavendish                       |                                           |  |  |       |  |  | lord Charles Cavendish-Bentinck |  |  |                                                        |  |
| hon. Arthur Cavendish-Bentinck                   |                         |                                              |                                           |  |  |       |  |  | lord Charles Cavendish-Bentinck |  |  |                                                        |  |
|                                                  |                         | lady Anne Wellesley                          | Richard Wellesley, I marchese Wellesley   |  |  |       |  |  |                                 |  |  |                                                        |  |
|                                                  |                         | lady Anne Wellesley                          | Richard Wellesley, I marchese Wellesley   |  |  |       |  |  |                                 |  |  |                                                        |  |
|                                                  |                         | lady Anne Wellesley                          | Hyacinthe Gabrielle Roland                |  |  |       |  |  |                                 |  |  |                                                        |  |
| William Cavendish-Bentinck, VI duca di Portland  |                         | lady Anne Wellesley                          |                                           |  |  |       |  |  |                                 |  |  |                                                        |  |
|                                                  |                         | Vincent Keene Hawkins-Whitshed, II baronetto | James Hawkins-Whitshed, I baronetto       |  |  |       |  |  |                                 |  |  |                                                        |  |
|                                                  |                         | Vincent Keene Hawkins-Whitshed, II baronetto | James Hawkins-Whitshed, I baronetto       |  |  |       |  |  |                                 |  |  |                                                        |  |
|                                                  |                         | Vincent Keene Hawkins-Whitshed, II baronetto | contessa Sophia Henrietta Bentinck        |  |  |       |  |  |                                 |  |  |                                                        |  |
| Elizabeth Sophia Hawkins-Whitshed                |                         | Vincent Keene Hawkins-Whitshed, II baronetto |                                           |  |  |       |  |  |                                 |  |  |                                                        |  |
|                                                  |                         | hon. Elizabeth Erskine                       | David Montague Erskine, II barone Erskine |  |  |       |  |  |                                 |  |  |                                                        |  |
|                                                  |                         | hon. Elizabeth Erskine                       | David Montague Erskine, II barone Erskine |  |  |       |  |  |                                 |  |  |                                                        |  |
|                                                  |                         | hon. Elizabeth Erskine                       | Frances Cadwalader                        |  |  |       |  |  |                                 |  |  |                                                        |  |
| William Cavendish-Bentinck, VII duca di Portland |                         | hon. Elizabeth Erskine                       |                                           |  |  |       |  |  |                                 |  |  |                                                        |  |
|                                                  | David Haliburton Dallas | Sir Thomas Dallas                            |                                           |  |  |       |  |  |                                 |  |  |                                                        |  |
|                                                  | David Haliburton Dallas | Sir Thomas Dallas                            |                                           |  |  |       |  |  |                                 |  |  |                                                        |  |
|                                                  | David Haliburton Dallas | Mary Elliot                                  |                                           |  |  |       |  |  |                                 |  |  |                                                        |  |
| Thomas Dallas-Yorke                              | David Haliburton Dallas |                                              |                                           |  |  |       |  |  |                                 |  |  |                                                        |  |
|                                                  |                         | Mary Anne Yorke                              | James Whiting Yorke                       |  |  |       |  |  |                                 |  |  |                                                        |  |
|                                                  |                         | Mary Anne Yorke                              | James Whiting Yorke                       |  |  |       |  |  |                                 |  |  |                                                        |  |
|                                                  |                         | Mary Anne Yorke                              | Elizabeth Catherine Sheath                |  |  |       |  |  |                                 |  |  |                                                        |  |
| Winifred Dallas-Yorke                            |                         | Mary Anne Yorke                              |                                           |  |  |       |  |  |                                 |  |  |                                                        |  |
|                                                  |                         | William Benjamin Graham                      | William Alexander Graham                  |  |  |       |  |  |                                 |  |  |                                                        |  |
|                                                  |                         | William Benjamin Graham                      | William Alexander Graham                  |  |  |       |  |  |                                 |  |  |                                                        |  |
|                                                  |                         | William Benjamin Graham                      | Margaret Ann Graham                       |  |  |       |  |  |                                 |  |  |                                                        |  |
| Frances Graham                                   |                         | William Benjamin Graham                      |                                           |  |  |       |  |  |                                 |  |  |                                                        |  |
|                                                  |                         | Anna Matilda Lowndes                         | John Lowndes                              |  |  |       |  |  |                                 |  |  |                                                        |  |
|                                                  |                         | Anna Matilda Lowndes                         | John Lowndes                              |  |  |       |  |  |                                 |  |  |                                                        |  |
|                                                  |                         | Anna Matilda Lowndes                         | Frances Perry                             |  |  |       |  |  |                                 |  |  |                                                        |  |
|                                                  |                         | Anna Matilda Lowndes                         |                                           |  |  |       |  |  |                                 |  |  |                                                        |  |